# Angunn Gudmestad
Angunn Gudmestad (* 8. Mai 2001) ist eine norwegische Handballspielerin, die beim deutschen Erstligisten Sport-Union Neckarsulm unter Vertrag steht.

## Karriere
Gudmestad begann das Handballspielen beim norwegischen Verein Nærbø IL und wechselte zur Saison 2018/19 zu Ålgård HK. Nachdem Gudmestad in den Spielzeiten 2019/20 und 2020/21 insgesamt 134 Treffer in der zweithöchsten norwegischen Spielklasse erzielt hatte, schloss sie sich dem norwegischen Erstligisten Sola HK an. In ihrer ersten Saison in Sola warf sie 15 Tore in der EHF European League. Nachdem sie in der Folgesaison kaum Spielanteile erhalten hatte, wurde sie im Januar 2023 für den Rest der Saison 2022/23 an den Drittligisten Ålgård HK ausgeliehen. Im Sommer 2023 schloss sie sich dem norwegischen Erstligisten Aker Topphåndball an. Im Sommer 2024 wechselte die im Rückraum flexibel einsetzbare Akteurin zum deutschen Verein Sport-Union Neckarsulm.

## Sonstiges
Der Radrennfahrer Tord Gudmestad ist ihr Zwillingsbruder.